# Estructura primària de les proteïnes
L'estructura primària de les proteïnes és comuna a totes les proteïnes i és la seqüència lineal d'aminoàcids que la integren; és a dir, indica els aminoàcids que la formen i l'orde en què es troben units. És l'estructura més senzilla i, tanmateix, la més important, ja que determina la resta de les estructures proteiques amb nivells superiors d'organització.
Una característica d'aquesta estructura és la seva disposició en ziga-zaga, deguda al caràcter planar de l'enllaç peptídic, cosa que provoca la rotació dels aminoàcids sobre els carbonis alfa (Cα) a fi d'equilibrar les forces d'atracció que es puguin generar. Amb els vint aminoàcids possibles, el nombre de polipèptids que es poden formar és de 20n, en què n és el nombre d'aminoàcids presents en la cadena. Com que la majoria de pèptids contenen més de cent aminoàcids, fins i tot milers, la varietat de possibles seqüències és pràcticament il·limitada. El càlcul fet abans correspon al nombre de variacions amb repetició de vint elements presos d'n en n; VR m,n = mn.